# 姆林 (扎里奇涅區)
51°52′31″N 25°43′37″E / 51.87528°N 25.72694°E
姆林（烏克蘭語：Млин），是烏克蘭西北部的村莊，隸屬里夫內州的瓦拉什區。該村處於普里皮亞季河畔，始建於1158年，面積14.11平方公里，海拔高度139米，2022年人口105。